# Dositeevo
Dositeevo (bulgariska: Доситеево) är ett distrikt i Bulgarien.   Det ligger i kommunen Obsjtina Charmanli och regionen Chaskovo, i den centrala delen av landet, 240 km öster om huvudstaden Sofia.
Trakten runt Dositeevo består till största delen av jordbruksmark. Runt Dositeevo är det ganska glesbefolkat, med 34 invånare per kvadratkilometer.